# José Antonio Quirós
José Antonio Quirós (Villar de Salcedo, Quirós, Asturias, 1961) es un director de cine y guionista español.

## Biografía
Licenciado en Ciencias de la Información por la Universidad Complutense y Diplomado en Historia del Cine en la Universidad de Valladolid, empezó en la industria del cine como meritorio de algunas películas de Summers. Continuó su labor cinematográfica en la Filmoteca Española recuperando material fílmico inédito de la historia del cine español. 
A partir de 1991 crea su propia productora, El Nacedón Films, con la intención de producir, escribir y dirigir sus propios trabajos. Entre 1991 y 1994 dirige cuatro cortometrajes (Sólo quiero disfrutar contigo, Comamos y bebamos todos de Él, Que me hagan lo que quieran y Chasco), participando en diversos Festivales Internacionales como la Mostra de Venecia y en Vevey (Suiza).
En 1996 produce y dirige Solas en la tierra, un conmovedor documental sobre viudas de mineros que fue emitido en varios canales de TV. Recibió el Gran  Premio Social en el 2000, y le abrió las puertas al largometraje. En 1999 dirige la película Pídele cuentas al Rey, una de las más exitosas y polémicas del cine español, con más de diez Premios Internacionales, entre ellos el Premio del público en Valladolid, San Juan de Luz, el Premio Latino en Bruselas, la mejor ópera prima y mejor película en el festival de Peñíscola, etc.
En 2003 produce y dirige el documental Gran Casal, me como el mundo, sobre la vida del malogrado cantante y artista Tino Casal, un trabajo mimado por la crítica y denostado por los fanes del cantante.
En 2008 estrena Cenizas del cielo, considerada la primera película española de temática medioambiental. Ganadora del Grand Prix Earth Toyota en el Festival Internacional de Cine de Tokio, el Premio del Jurado en Ficma 08, Premio a la mejor película en California 2009, Premio a la mejor película Puerto de la Cruz, Premio a la mejor comedia Palermo, Premio del Jurado y Premio de la Juventud en Festival de Córcega, Premio del Jurado Joven Festival de Bordeaux 2010. Tuvo estreno comercial en Alemania (mayo 2010).
En 2010 inicia la Trilogía de la Soledad con 3 documentales: Objetivo Braila (2010), Premio Alcances 2011, mención Especial del Jurado; Desde Rusia con dolor (2011); y Despoblados (2012). Entre 2013 y 2015 graba 2 miniseries (Aquí EL Paraíso y Aquí MI Paraíso) y rueda el largometraje  Todo el tiempo del mundo.
Entre el 2013 y 2017 realiza la miniserie de 9 capítulos de El paraíso, estrenada en televisión.
En 2018 dirige y produce el largometraje independiente Los desorientados, seleccionado en varios festivales.
En 2020 dirige y produce el documental Lámpara Oscura y la versión de dos capítulos para serie de TV Tierra y Olvido.

## Filmografía
- 2020      : Lámpara Oscura (largometraje documental)
- 2018      : Los desorientados (largometraje)
- 2017      : Aquí SIN Paraíso. Miniserie TV (3 capítulos)
- 2015      : Todo el tiempo del mundo. (Largometraje)
- 2014      : Aquí MI Paraíso. Miniserie TV (3 capítulos)
- 2013      : Aquí EL Paraíso. Miniserie TV (3 capítulos)
- 2012      : Despoblados (documental)
- 2011      : Desde Rusia con dolor (falso documental)
- 2010      : Objetivo Braila (largometraje falso documental)
- 2009      : Holidays (largometraje documental). Productor
- 2008      : Cenizas del cielo (largometraje)
- 2004      : Gran Casal, me como el mundo (largometraje documental)
- 1999      : Pídele cuentas al rey (largometraje)
- 1997      : Solas en la tierra (largometraje documental)
- 1994      : Chasco (cortometraje ficción)
- 1993      : Que me hagan lo que quieran (cm)
- 1992      : Comamos y bebamos todos de él (cm)
- 1990      : Sólo quiero disfrutar contigo (cm)
- 1987      : Trabajo de amor que se pierde, medio-metraje  (guion).

## Premios
- Primer Premio de guion cinematográfico de TVE, por Trabajo de amor que se pierde.
- Premio Social (2000), por Solas en la tierra.
- Grand Prix Toyota Earth, en el Festival de Cine de Tokio, por Cenizas en el cielo
- Premio Calabuch (2000) Festival de Peñíscola. Pídele cuentas al Rey.
- Mejor Opera Prima, mejor película, mejor guion, mejor b.s.o.
- Premio Nuevos Realizadores; Pídele cuentas al Rey.
- Prix Jeunes Réalisateurs, San Juan de Luz. Pídele cuentas al Rey
- Premio a la milliore comedia. Palermo. 2009. Cenizas del cielo.
- Mención Jurado Alcances. 2011. Objetivo Braila.
- Premio del Público.SEMINCI.1999. Pídele cuentas al Rey.
- Premio del Jurado y de la juventud. Festival latino de Ajaccio. Cenizas del cielo.
- Prix du Jurée. Festival de Cinema Science. Francia. 2009.
- Mención Especial del Jurado. Festival Alcances. Cádiz. Objetivo Braila.
- Premio GAVÁ  al mejor director, Premio Amas.  Todo el tiempo del mundo